# Letras miúdas
Letras miúdas são impressões menores e menos perceptíveis do que a impressão maior e mais óbvia que descreve um produto ou serviço comercial. A impressão maior muitas vezes leva o consumidor a acreditar que a oferta é mais vantajosa do que realmente é. Isso pode atender a um tecnicismo legal que exige a divulgação completa de todas as condições (mesmo desfavoráveis), mas não especifica a forma de divulgação (tamanho, fonte, cor, etc.). O termo também pode se referir a partes de contratos que detalham demais as principais características de um acordo, contendo exceções, ressalvas ou condições especiais que reduzem o escopo ou o benefício do serviço que o comprador acredita estar adquirindo. Por exemplo, as letras miúdas podem isentar o vendedor de responsabilidade em um grande número de situações. Há fortes evidências que sugerem que a maioria dos consumidores não lê as letras miúdas.
Letras miúdas podem dizer o contrário do que as letras maiores dizem. Especialmente em anúncios farmacêuticos, letras miúdas podem acompanhar uma mensagem de advertência, muitas vezes neutralizada por imagens positivas e música agradável. Às vezes, os anúncios de televisão exibem texto em letras miúdas em cores camufladas e por pouco tempo, dificultando ou impossibilitando a leitura.
O uso de letras miúdas é uma técnica publicitária comum em certos nichos de mercado, particularmente os de produtos especiais de alta margem de lucro e os de serviços que não são competitivos com os do mercado principal. Por exemplo, a prática pode ser usada para enganar um consumidor sobre o preço ou valor de um item ou o conteúdo nutricional de um produto alimentício.

## Letras miúdas em mídias de vídeo
Em comerciais de televisão, letras miúdas por vezes são exibidas na parte inferior da tela de forma imperceptível a muitos espectadores ou são exibidas por um período tão curto que ninguém tem tempo de ler o parágrafo inteiro sem pausar o comercial artificialmente. A atenção é desviada desta pequena seção pela descrição mais atraente ou em letras grandes da oferta.

### Letras miúdas verbais
Alguns comerciais de rádio e TV são concluídos com "fala rápida", frequentemente muito rápida para o espectador ou ouvinte compreender, enquanto declara todas as isenções de responsabilidade e exceções necessárias ao anúncio. Isso geralmente é associado a uma música de fundo agradável e imagens positivas, desviando o foco do consumidor.

## Combate às letras miúdas
No Brasil, o Código de Defesa do Consumidor exige desde 2008 que os caracteres utilizados em contratos de adesão sejam legíveis e em fonte tipográfica de no mínimo 12 pontos. Em Portugal e na Espanha, o tamanho mínimo é de 2,5 milímetros (equivalente a 7 pontos), e na França, 8 pontos.
1. ↑  «Não li e concordo». Super. Consultado em 19 de dezembro de 2022
2. ↑  Greenberg, Andy. «Who Reads The Fine Print Online? Less Than One Person In 1000». Forbes (em inglês). Consultado em 19 de dezembro de 2022
3. ↑  Brasil, Lei nº 8078, de 11 de setembro de 1990, Art. 54 § 3º. Dispõe sobre a proteção do consumidor e dá outras providências..
4. ↑  «O que muda ao dizer adeus às letras pequeninas dos contratos?». www.cgd.pt. Consultado em 19 de dezembro de 2022
5. ↑  «Una ley obliga a la banca a aumentar el tamaño de la 'letra pequeña' de sus contratos». www.publico.es. Consultado em 19 de dezembro de 2022